# Pfreimd
Pfreimd – miasto w Niemczech, w kraju związkowym Bawaria, w rejencji Górny Palatynat, w regionie Oberpfalz-Nord, w powiecie Schwandorf, siedziba wspólnoty administracyjnej Pfreimd. Leży około 18 km na północ od Schwandorfu, nad rzeką Naab, przy autostradzie A93, A6 i linii kolejowej Pasawa - Drezno.

## Dzielnice
W skład miasta wchodzą następujące dzielnice: 
| - Fuchsendorf - Hohentreswitz - Iffelsdorf - Nessating - Pamsendorf | - Rappenberg - Stein an der Pfreimd - Untersteinbach - Weihern - Oberweihern |

## Współpraca
Miejscowość partnerska:
- Grünsfeld, Badenia-Wirtembergia